# Bāqrāmbek
Bāqrāmbek (persiska: باقرامبک, Bāgh-e Karambeyg) är en ort i Iran.   Den ligger i provinsen Kermanshah, i den västra delen av landet, 400 km väster om huvudstaden Teheran. Bāqrāmbek ligger 1 565 meter över havet och antalet invånare är 201.
Terrängen runt Bāqrāmbek är kuperad åt sydost, men åt nordväst är den platt. Terrängen runt Bāqrāmbek sluttar västerut. Runt Bāqrāmbek är det ganska tätbefolkat, med 144 invånare per kvadratkilometer. Närmaste större samhälle är Sarāb-e Sar Fīrūzābād, 8,5 km öster om Bāqrāmbek. Trakten runt Bāqrāmbek består till största delen av jordbruksmark.